# In2TV
In2TV ist der erste Online-Breitband-TV-Service, bei dem US-Amerikaner kostenlos Folgen von Fernsehserien in voller Länge ansehen können.
Es ist eine Zusammenarbeit von AOL und Warner Bros. Television und ist seit 15. März 2006 verfügbar. Man kann aus einem größeren Angebot verschiedener Serienklassiker wählen.
Wegen der Lizenz- und Copyright-Rechte können nur US-Amerikaner diese neue Internet-Plattform als On-Demand-Angebot zum Anschauen nutzen. Später soll es mehr Serienfolgen gegen eine Gebühr von 1,99 US-Dollar pro Folge geben. Man benötigt Microsoft Windows (kein Mac oder Linux) und die Browser Microsoft Internet Explorer oder Mozilla Firefox. Man kann nichts speichern, sondern nur ansehen. Während In2TV zunächst noch Windows XP und den Windows Media Player voraussetzte, wird seit Anfang 2007 jede Windows-Version mit Internet Explorer oder Firefox unterstützt; für die Wiedergabe ist der Adobe Flashplayer erforderlich.
Finanziert wird dieses Gratisangebot durch etwa zwei Minuten Werbung. Auch eine hohe Bildqualität steht zur Auswahl. Seit Juli 2006 werden auch Folgen in spanischer Sprache angeboten.

## Fernsehserien
- Alice
- Animaniacs
- Babylon 5
- Batman: The Animated Series
- Beetlejuice
- Chico and the Man
- Dark Justice
- Eight is Enough
- F Troop
- Falcon Crest
- Freddy’s Nightmares
- Gilligans Insel
- Growing Pains
- Hanging With Mr. Cooper
- Head of the Class
- Jesse
- Kung Fu
- La Femme Nikita
- Lois and Clark
- Maverick
- Max Headroom
- New Adventures of Batman
- Our Gang
- Perfect Strangers
- Pinky and the Brain
- Police Academy
- Scarecrow & Mrs. King
- Sisters
- Spenser for Hire
- Steven Spielberg Presents Freakazoid
- The Adventures Of Brisco County, Jr.
- The FBI
- The Fugitive
- The New Adventures of Batman
- V
- Warner Bros. Histeria
- Welcome Back Kotter
- Wonder Woman
- I Dream of Jeannie

und andere.
Das Angebot soll weiter ausgebaut werden.